# Frente Nacional del Pueblo
El Frente Nacional del Pueblo (FRENAP) fue una coalición de partidos políticos de izquierda de Chile, vigente entre 1951 y 1956, que surge con el objetivo de respaldar la candidatura presidencial de Salvador Allende Gossens el año 1952.
El Frente del Pueblo surge a partir de la convergencia entre el entonces ilegalizado Partido Comunista de Chile, el Partido Socialista de Chile (entonces dividido entre Partido Socialista de Chile y Partido Socialista Popular) y otros sectores minoritarios de izquierda de cara a las elección presidencial de 1952.
El año 1951, el Partido Socialista Popular decide apoyar al candidato presidencial Carlos Ibáñez del Campo, provocando un quiebre que terminaría por marginar del partido a, entre otros, Salvador Allende y José Tohá, quienes terminarían sumándose al Partido Socialista, levantando una candidatura propia de cara a las elecciones presidenciales de 1952.
Pese a las promesas del candidato Ibáñez del Campo por terminar con la «Ley maldita» que ilegalizaba a los comunistas, el Partido Comunista decide apoyar la candidatura de la izquierda para confrontar la alternativa radical Pedro Enrique Alfonso, la candidatura de derecha Arturo Matte y la del populista Carlos Ibáñez del Campo, ungiendo como candidato a Salvador Allende.
En 1955 el Partido del Trabajo encabezado por Baltazar Castro se sumó a la coalición. Al año siguiente, tanto el Partido Socialista Popular como el Democrático del Pueblo y el Radical Doctrinario dejaron el ibañismo y se acercaron al Frente del Pueblo para terminar formando el Frente de Acción Popular (FRAP).